# 妍子内親王
妍子内親王（けんし（きよこ/よしこ）ないしんのう、生年不詳 - 応保元年10月3日（1161年10月23日））は、平安時代後期の皇族。鳥羽天皇皇女。母は三条局（藤原家政の女）。近衛天皇朝の伊勢斎宮。吉田斎宮と号した。

## 経歴
永治2年（1142年）2月26日、近衛天皇即位に伴い斎宮に卜定、同日内親王宣下。康治2年（1143年）2月22日、大膳職へ初斎院入り、同年9月27日野宮へ遷る。天養元年（1144年）9月8日、伊勢へ群行（長奉送使は権中納言藤原公能）。久安6年（1150年）4月9日、病により退下、同年7月26日帰京。その後出家、応保元年（1161年）10月3日薨去。
『発心集』に、臨終の際一度蘇生してその後息を引き取ったという話がある。